# XXVIII Premis Cinematogràfics José María Forqué
La cerimònia dels XXVIII Premis Cinematogràfics José María Forqué es va celebrar el 17 de desembre de 2022 a l'IFEMA de Madrid. La gala, emesa en directe per RTVE Play, va ser conduïda per Adrián Lastra i Esmeralda Pimentel.

## Desenvolupament
Les nominacions es van donar a conèixer el 7 de novembre de 2022 en un acte al Cine Capitol. Les nominacions van ser llegides per Álvaro Rico, Amaia Salamanca, Eduardo Noriega, Macarena García i Luc Knowles. La cerimònia va retre homenatge a Verónica Forqué, morta el desembre de 2021. El productor José Luis Bermúdez de Castro va rebre la Medalla d'Or EGEDA en reconeixement dels seus èxits al llarg de la seva vida a la indústria audiovisual espanyola.

## Categories
Els guanyadors i nominats d'aquesta edició foren:
| Millor llargmetratge de ficció i/o animació                                                                            | Millor sèrie |
| --- | --- |
| - As bestas - Alcarràs - Cinco lobitos - Modelo 77                                                                     | - Apagón - Historias para no dormir - La unidad - Rapa                                                                              |
| Millor interpretació masculina                                                                                         | Millor interpretació femenina |
| - Denis Ménochet — As bestas - Luis Tosar — En los márgenes - Miguel Herrán — Modelo 77 - Nacho Sánchez — Mantícora    | - Laia Costa — Cinco lobitos - Anna Castillo — Girasoles silvestres - Laura Galán — Cerdita - Susi Sánchez — Cinco lobitos          |
| Millor interpretació masculina en sèrie                                                                                | Millor interpretació femenina en sèrie                                                                                              |
| - Jesús Carroza — Apagón - Javier Cámara — Rapa - Luis Callejo — Apagón - Luis Zahera — Entrevías                      | - Mónica López — Rapa - Anna Castillo — Fácil - Itziar Ituño — Intimidad - Natalia de Molina — Fácil                                |
| Millor llargmetratge documental                                                                                        | Millor llargmetratge llatinoamericà                                                                                                 |
| - Labordeta, un hombre sin más - A las mujeres de España. María Lejárraga - [REC] Terror sin pausa - Sintiéndolo mucho | - Argentina, 1985 de Santiago Mitre - Cumpleañero d’Arturo Montenegro - El castigo de Matías Bize - Utama d’ Alejandro Loayza Grisi |
| Millor curtmetratge | Premi al Cinema i Educació en Valors                                                                                                |
| - Cuerdas d'Estibaliz Urresola Solaguren - Au pair de David Pérez Sañudo - Tótem loba de Verónica Echegui              | - Cinco lobitos - Alcarràs - En los márgenes - La consagración de la primavera                                                      |
| Medalla d'honor | |
| José Luis Bermúdez de Castro                                                                                           | |